# Шолмов, Юрий Алексеевич
Юрий Алексеевич Шолмов (14 августа 1927 — 24 июля 2007) — советский российский дипломат, историк. Чрезвычайный и полномочный посол.

## Биография
Окончил Военный институт иностранных языков Советской Армии (ВИИЯ) (1950). Кандидат исторических наук (1963).
- В 1950—1954 годах — преподаватель индонезийского языка в МГУ и Московском институте востоковедения (МИВ).
- В 1954—1959 годах — сотрудник посольства СССР в Индонезии.
- В 1959—1962 годах — сотрудник центрального аппарата МИД СССР.
- В 1962—1963 годах — генеральный консул СССР в Сурабае (Индонезия).
- В 1963—1967 годах — сотрудник Международного отдела ЦК КПСС.
- В 1967—1970 годах — советник посольства СССР в Индонезии.
- В 1970—1974 годах — на ответственной работе в центральном аппарате МИД СССР.
- В 1974—1979 годах — советник-посланник посольства СССР в Индонезии.
- В 1979—1981 годах — на ответственной работе в центральном аппарате МИД СССР.
- С 21 июля 1981 по 23 декабря 1985 года — чрезвычайный и полномочный посол СССР на Филиппинах.
- С 1985 года — на ответственной работе в центральном аппарате МИД СССР, возглавлял российские делегации в совместных комиссиях по демаркации и делимитации государственной границы с Турцией и Литвой.

Член правления Общества «СССР — Индонезия» с 1958 года.

## Семья
Был женат на Людмиле Ивановне Шолмовой, в девичестве Вовченко.

## Сочинения
- «Советско-индонезийские отношения в 1945—1962 гг.» (1963)
- «Indonesia dalam Dewan Keamanan PBB, tahun 1946—1949» (1975)
- «Советский Союз — Индонезия (1945—1954)» (1976)
- «Сукарно — политик и личность» (М., 2001, в соавторстве)
- «Россия-Индонезия. Годы сближения и тесного сотрудничества (1945—1965)». — М., 2009. ISBN 5-89282-129-3.

## Награды
- Орден Дружбы народов;
- Почётная грамота Президиума Верховного Совета РСФСР.